# エプン語
エプン語（Epun）は、言語学に関する実験のために人工的に考案された言語である。
チョムスキーから始まった生成文法理論においては、現実に存在する数多くの個別言語が持っている文法構造は、あくまでも人類が生得的に持っている言語能力のひとつ、「普遍文法」（Universal Grammar、以下UG）のバリエーションであるとされる。
個々人における第一言語（母語）の習得では、出生の時点では全ての言語を習得し得る赤ん坊に、UGにとって有意ないくつかのデータが環境からもたらされることによって、それと最も矛盾なくマッチする統語構造が選択的に発達するようになるのだと説明される。
この仮説に従えば、UG中に存在し得ない統語規則を持つ言語は、習得が非常に困難であるという結論になる。エプン語は、そのような統語構造をわざと持たせた言語である。
母語習得前の乳児をエプン語にさらし、実際の習得具合を観察する実験は、様々な理由から実行不可能である。実際のエプン語は、言語的サヴァンと診断された一人の青年に与えられ、その習得ぶりを分析するという形で利用された。

## エプン語の構造
- SVO言語。
- 動詞は、過去・現在・未来形を持つ。
- 動詞の接頭辞が、人称・数・性の点で主語と一致する。
- 名詞・形容詞は格変化をする。

## 不可能構文（自然言語に例の無い構文）の例
- 強調構文を作るには、常に文頭から3番目に綴られた単語に接尾辞 -nog が付く。
- 否定節では、動詞が主語の前の位置に移動する。